# Kelemér
Kelemér is een plaats (község) en gemeente in het Hongaarse comitaat Borsod-Abaúj-Zemplén. Kelemér telt 580 inwoners (2001).